# Île Hunter (Pacifique Sud)
Pour les articles homonymes, voir Île Hunter.
L'île Hunter (autrefois connue sous le nom d'île Fern ou île Fearn) est une petite île inhabitée de l'océan Pacifique Sud, située à 331 km au sud-est d'Anatom, la plus méridionale des îles de l'archipel du Vanuatu, et à 521 km à l'est de la Nouvelle-Calédonie. Sa superficie est d'environ 0,65 km2. Comme l'île Matthew (située à 74 km à l'ouest), sa souveraineté est contestée entre la France et le Vanuatu. La France la rattache à la Nouvelle-Calédonie, le Vanuatu à la région de Taféa.

## Géographie

Carte du Vanuatu et de la Nouvelle-Calédonie, l'île Hunter se situe au Sud-Est

Il s'agit d'une île volcanique faisant environ 1,1 km de longueur sur 0,6 km de largeur et a une forme de dôme s'élevant à 242 mètresau-dessus du niveau de la mer pour son sommet principal.

## Histoire
L'île a été découverte par le commandant britannique John Fearn en 1798, naviguant sur le navire Hunter qui lui donna son nom. Île aride, très difficilement abordable et sans eau douce, elle n'intéressait alors ni les Anglais, ni les Français dans leur conquête de l'Océanie. La France n'annexa officiellement l'île qu'en 1929 et, avec elle, l'île Matthew distante de 74 km à l'ouest, mais en 1965 le Royaume-Uni occupa les deux îles[réf. nécessaire], les déclarant rattachées aux Nouvelles-Hébrides (actuel Vanuatu) avant qu'elles soient réoccupées par la France en 1975. En 1980, le Vanuatu, nouvel État indépendant, déclara sa souveraineté sur les deux îles, souveraineté non reconnue par la France à laquelle elles sont rattachées de facto  par l'intermédiaire de la Nouvelle-Calédonie.
La Marine nationale française – ainsi que des missions scientifiques – visite régulièrement l'île, les accès à terre s'effectuant uniquement par hélicoptère (exceptionnellement par motomarine) de l'armée de l'air de type Puma. En juin 2015, la frégate Vendémiaire a héliporté des soldats pour réaffirmer la souveraineté française sur l'île.

## Flore et faune
La dernière mission scientifique d'envergure a été menée en mai 2013. Le recensement exhaustif des espèces a confirmé le caractère plus ancien de la colonisation de l'île par les plantes et les animaux que celui de l'île Matthew mais aussi un mode encore évolutif et dynamique. 

### Flore
La flore de l'île se compose d'environ une quarantaine d'espèces différentes de végétaux. Parmi celles-ci se retrouvent trois espèces d'arbres et d'arbustes : Hibiscus tiliaceus, Pisonia grandis et Pandanus tectorius ; quelques variétés de fougères : Blechnum orientale, Histiopteris incisa et Aplopteris elongata (en) ; mais également des végétaux qui témoignent d'une introduction ancienne et volontaire par l'homme : Erythrina variegata, Vigna adenantha et Luffa cylindrica.

### Faune
La faune est essentiellement aviaire, avec la présence des espèces marines : Frégate du Pacifique (Fregata minor), Frégate ariel (Fregata ariel), Fou masqué (Sula dactylatra), Fou brun (Sula leucogaster), Fou à pieds rouges (Sula sula), Phaéton à brins rouges (Phaethon rubricauda), Puffin du Pacifique (Ardenna pacifica), Pétrel à ailes noires (Pterodroma nigripennis), Pétrel du Herald (Pterodroma heraldica), Noddi gris (Anous albivittus), Noddi noir (Anous minutus), Noddi brun (Anous stolidus), Sterne blanche (Gygis alba) ; mais également terrestres : Hirondelle messagère (Hirundo neoxena), Marouette fuligineuse (Porzana tabuensis), Héron à face blanche (Egretta novaehollandiae), Cormoran noir (Phalacrocorax sulcirostris),,,.
Des rats ont été observés à l'île Hunter qui n'est donc pas considérée comme exempte de rongeurs.